# Hertog Jan Primator
Hertog Jan Primator was een Nederlands pilsbier.
Het bier werd gebrouwen in de Hertog Jan Brouwerij, te Arcen.
Het was een goudblond bier met een alcoholpercentage van 6%